# Hotel Polana

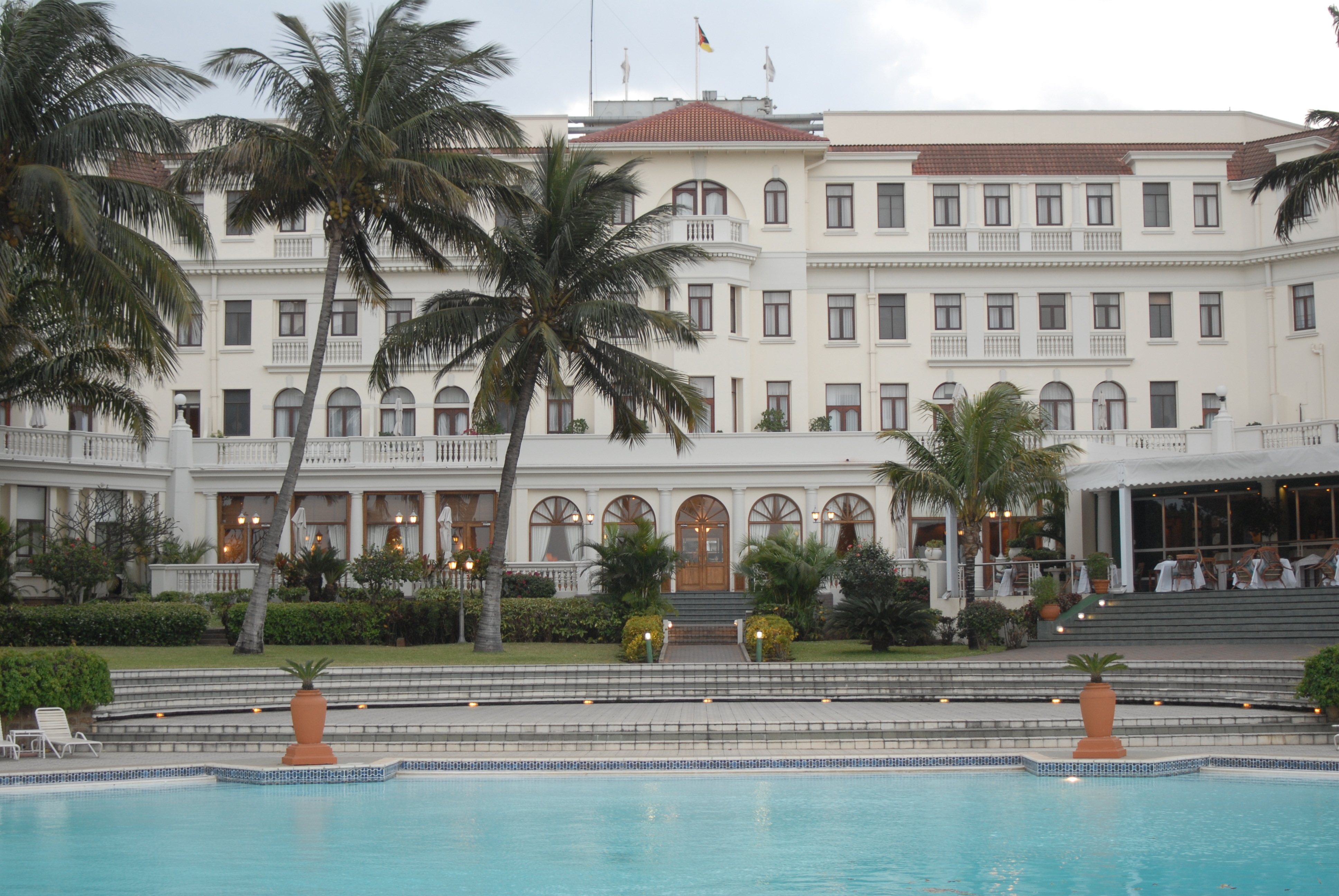
Das Hotel Polana

Das Hotel Polana ist ein Hotel in Maputo, der Hauptstadt Mosambiks. Es liegt am Indischen Ozean.
Es wurde 1922 vom britischen Architekten Herbert Baker an der Maputo-Bucht errichtet und als Luxushotel konzipiert. Es gehört seither zu den renommiertesten Hotels in Afrika.
Das Haus gehört zur Hotelkette Serena Hotels und ist heute eines von zwei Fünf-Sterne-Hotels in Maputo. Es liegt zentral an der Avenida Julius Nyerere, Hausnummer 1380. Das Hotel hat 142 Zimmer und Suiten, zwei Restaurants, eine Sushi-Bar und zwei Getränkebars. Auch ein Spa gehört zum Hotel.